# Nairobi universitet

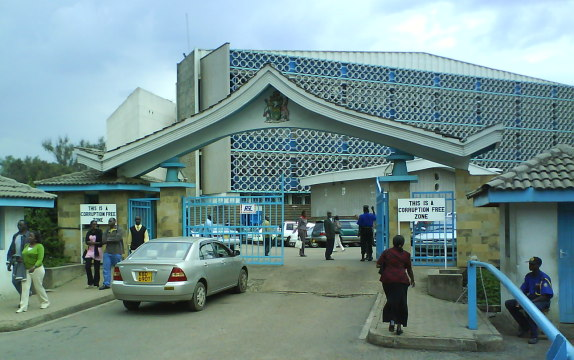
En av ingångarna till universitetets huvudcampus. Foton: Rotsee

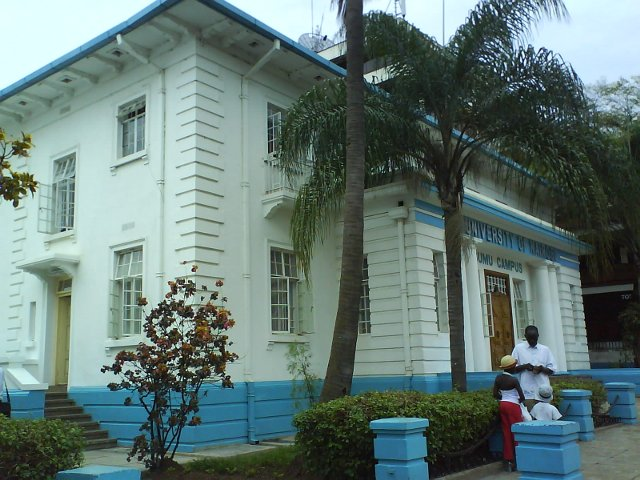
Nairobi universitet i Kisumu

Nairobi universitet (engelska: University of Nairobi, UON) i Nairobi, Kenya, är Kenyas största universitet, bildat 1970 när dåvarande Östafrikanska universitetet delades i tre separata universitet: Makerereuniversitetet i Kampala, Uganda, Dar es-Salaams universitet i Dar es-Salaam, Tanzania och Nairobi universitet. Allra först grundades dock skolan 1956, som Royal Technical College, för att 1961 bli Royal College Nairobi och 1963 gå upp i Östafrikanska universitetet.
Universitetet har drygt 20 000 studenter. Institutionerna är spridda över sex platser: Upper Kabete Campus, Main Campus, Chiromo Campus, Kikuyu Campus, samt Kenyatta National Hospital. Dessutom finns lokala campus i bland annat Mombasa och Kisumu.